# Come Back to the Raft Ag'in, Huck Honey!
 (octobre 2016).
Come Back to the Raft Ag'in, Huck Honey! est un essai paru en 1948 dans Partisan Review, qui a valu la notoriété à son auteur Leslie Fiedler (en). Celui-ci y relève qu'un thème récurrent de la littérature américaine est la relation homoérotique entre deux hommes fuyant la civilisation et les femmes pour la nature, ce que l'on verrait notamment dans Les Aventures de Huckleberry Finn, de Mark Twain, dans les scènes qui mettent en scène Huckleberry et Jim. Il donna lieu à une vaste controverse à sa publication,.